# Menella multispinosa
Menella multispinosa är en korallart som först beskrevs av Hjalmar Broch 1916.  Menella multispinosa ingår i släktet Menella och familjen Plexauridae. Inga underarter finns listade i Catalogue of Life.